# Ippolito Cortellessa
Ippolito Cortellessa (Vivaro Romano, 10 ottobre 1930 – Viterbo, 11 agosto 1980) è stato un militare italiano, appuntato dell'Arma dei Carabinieri, insignito di medaglia d'oro al valor militare.

## Biografia
Nel settembre 1950 si arruolò nell'Arma dei Carabinieri e frequentò il corso di istruzione quale Allievo Carabiniere presso la Scuola di Roma, ottenendo la nomina a Carabiniere il 31 marzo 1951. Venne assegnato alla Legione di Firenze, prestando servizio presso il Nucleo autocarrato di Arezzo e presso il 6° Battaglione mobile fino al 30 ottobre 1954. Fu trasferito alla Legione di Cagliari, prima presso la Stazione di Bosa (OR), poi presso la Stazione di Ovodda (NU). Il 31 marzo 1957 ottenne la qualifica di "Carabiniere Scelto". Il 2 dicembre 1959 fu trasferito alla Legione "Lazio", prima alla Stazione di Tuscania (VT), poi alla Stazione di Scauri-Minturno (LT) per essere destinato il 17 novembre 1963 presso la Stazione di Viterbo Principale. Il 18 novembre 1969 fu promosso Appuntato. Il 10 settembre 1970 fu trasferito al Nucleo Operativo e Radiomobile di Viterbo quale conduttore di automezzi veloci.
Il 20 settembre 1961 si sposò con Beatrice Principe, dalla cui unione nacquero due figli: Claudio (1962) e Fabrizio (1969).